# Daqiao, Fujian
Daqiao är en köping i sydöstra Kina. Den ligger i Gutian härad i staden Ningde i provinsen Fujian, omkring 72 kilometer nordväst om provinshuvudstaden Fuzhou. Antalet invånare är 27 787. Befolkningen består av 13 280 kvinnor och 14 507 män. Barn under 15 år utgör 13,0 %, vuxna 15-64 år 75 %, och äldre över 65 år 10,0 %.